# Matten bei Interlaken
Matten bei Interlaken is een gemeente en plaats in het Zwitserse kanton Bern, en maakt deel uit van het district Interlaken-Oberhasli. Matten bei Interlaken telt 3.728 inwoners.

## Geboren
- Emma Balmer (1884-1964), Zwitserse lerares, schrijfster en dichteres